# Bognor Regis and Littlehampton (circonscription du Parlement britannique)
Circonscription parlementaire de la Chambre des communes
La circonscription de Bognor Regis and Littlehampton est une circonscription parlementaire britannique. Située dans le West Sussex, elle comprend les villes de Bognor Regis et Littlehampton.
Depuis sa création, en 1997, cette circonscription a toujours été représentée par le même parlementaire à la Chambre des communes du Parlement britannique : Nick Gibb, du Parti conservateur.

## Members of Parliament
| Élection | Élection | Membre    | Membre | Parti        |
| -------- | -------- | --------- | ------ | ------------ |
|          | 1997     | Nick Gibb |        | Conservateur |

## Élections

### Élections dans les années 2010
| Parti         | Parti                | Candidat             | Voix   | %    | ±    |
| ------------- | -------------------- | -------------------- | ------ | ---- | ---- |
|               | Conservateur         | Nick Gibb            | 32,521 | 63,5 | +4.5 |
|               | Travailliste         | Alan Butcher         | 10,018 | 19,6 | -5.3 |
|               | Libéral Démocrate    | Francis Oppler       | 5,645  | 11,0 | +4.5 |
|               | Green                | Carol Birch          | 1,826  | 3,6  | +1.6 |
|               | UKIP                 | David Kurten         | 846    | 1,7  | -2.0 |
|               | Indépendant          | Andrew Elston        | 367    | 0,7  | N/A  |
| Majorité      | Majorité             | Majorité             | 22,503 | 43,9 | 9.9  |
| Participation | Participation        | Participation        | 51,223 | 66,1 | 1.6  |
|               | Conservateur retenir | Conservateur retenir | Swing  | 4.9  |      |

| Parti         | Parti                | Candidat             | Voix   | %     | ±     |
| ------------- | -------------------- | -------------------- | ------ | ----- | ----- |
|               | Conservateur         | Nick Gibb            | 30,276 | 59,0  | +7.6  |
|               | Travailliste         | Alan Butcher         | 12,782 | 24,9  | +11.1 |
|               | Libéral Démocrate    | Francis Oppler       | 3,352  | 6,5   | -2.5  |
|               | Indépendant          | Paul Sanderson       | 2,088  | 4,1   | N/A   |
|               | UKIP                 | Patrick Lowe         | 1,861  | 3,6   | -18.1 |
|               | Green                | Andrew Bishop        | 993    | 1,9   | -2.2  |
| Majorité      | Majorité             | Majorité             | 17,494 | 34,1  | +4.5  |
| Participation | Participation        | Participation        | 51,352 | 67,7  | +3.2  |
|               | Conservateur retenir | Conservateur retenir | Swing  | -1.75 |       |

| Parti         | Parti                | Candidat             | Voix   | %    | ±     |
| ------------- | -------------------- | -------------------- | ------ | ---- | ----- |
|               | Conservateur         | Nick Gibb            | 24,185 | 51,3 | −0.1  |
|               | UKIP                 | Graham Jones         | 10,241 | 21,7 | +15.3 |
|               | Travailliste         | Alan Butcher         | 6,508  | 13,8 | −0.2  |
|               | Libéral Démocrate    | Francis Oppler       | 4,240  | 9,0  | −14.5 |
|               | Green                | Simon McDougall      | 1,942  | 4,1  | +4.1  |
| Majorité      | Majorité             | Majorité             | 13,944 | 29,6 | +1.7  |
| Participation | Participation        | Participation        | 47,116 | 64,5 | -1.7  |
|               | Conservateur retenir | Conservateur retenir | Swing  |      |       |

| Parti         | Parti                | Candidat             | Voix   | %    | ±     |
| ------------- | -------------------- | -------------------- | ------ | ---- | ----- |
|               | Conservateur         | Nick Gibb            | 24,087 | 51,4 | +6.8  |
|               | Libéral Démocrate    | Simon McDougall      | 11,024 | 23,5 | +1.6  |
|               | Travailliste         | Michael Jones        | 6,580  | 14,0 | −11.4 |
|               | UKIP                 | Douglas Denny        | 3,036  | 6,5  | −1.5  |
|               | BNP                  | Andrew Moffat        | 1,890  | 4,0  | N/A   |
|               | Indépendant          | Melissa Briggs       | 235    | 0,5  | N/A   |
| Majorité      | Majorité             | Majorité             | 13,063 | 27,9 |       |
| Participation | Participation        | Participation        | 46,852 | 66,2 | +3.1  |
|               | Conservateur retenir | Conservateur retenir | Swing  |      |       |

### Élections dans les années 2000
| Parti         | Parti                | Candidat             | Voix   | %    | ±    |
| ------------- | -------------------- | -------------------- | ------ | ---- | ---- |
|               | Conservateur         | Nick Gibb            | 18,183 | 44,6 | −0.6 |
|               | Travailliste         | George O'Neill       | 10,361 | 25,4 | −5.3 |
|               | Libéral Démocrate    | Simon McDougall      | 8,927  | 21,9 | +4.3 |
|               | UKIP                 | Adrian Lithgow       | 3,276  | 8,0  | +3.4 |
| Majorité      | Majorité             | Majorité             | 7,822  | 19,2 |      |
| Participation | Participation        | Participation        | 40,747 | 62,1 | +3.9 |
|               | Conservateur retenir | Conservateur retenir | Swing  | +2.3 |      |

| Parti         | Parti                | Candidat             | Voix   | %    | ±     |
| ------------- | -------------------- | -------------------- | ------ | ---- | ----- |
|               | Conservateur         | Nick Gibb            | 17,602 | 45,2 | +1.0  |
|               | Travailliste         | George O’Neill       | 11,959 | 30,7 | +2.2  |
|               | Libéral Démocrate    | Pamela Peskett       | 6,846  | 17,6 | −6.4  |
|               | UKIP                 | George Stride        | 1,779  | 4,6  | +1.3  |
|               | Green                | Lilius Cheyne        | 782    | 2,0  | N/A   |
| Majorité      | Majorité             | Majorité             | 5,643  | 14,5 |       |
| Participation | Participation        | Participation        | 38,968 | 58,2 | −11.4 |
|               | Conservateur retenir | Conservateur retenir | Swing  | −0.6 |       |

### Élections dans les années 1990
| Parti         | Parti                                  | Candidat         | Voix   | %    | ±     |
| ------------- | -------------------------------------- | ---------------- | ------ | ---- | ----- |
|               | Conservateur                           | Nick Gibb        | 20,537 | 44,2 | −12.6 |
|               | Travailliste                           | Roger A. Nash    | 13,216 | 28,5 | +15.0 |
|               | Libéral Démocrate                      | James M.M. Walsh | 11,153 | 24,0 | −2.7  |
|               | UKIP                                   | George Stride    | 1,537  | 3,3  | N/A   |
| Majorité      | Majorité                               | Majorité         | 7,321  | 15,8 |       |
| Participation | Participation                          | Participation    | 46,443 | 69,6 |       |
|               | Conservateur vainqueur (nouveau siège) |                  |        |      |       |